# The Bar-Kays
The Bar-Kays é uma banda americana de soul, R&B e funk formada em 1966. O grupo teve dezenas de singles nas paradas dos anos 1960 a 1980, incluindo "Soul Finger" (US Billboard Hot 100 número 17, R&B número 3) em 1967, "Son of Shaft "(R&B número 10) em 1972 e" Boogie Body Land "(R&B número 7) em 1980.

## Biografia

### Período Black rock
O Bar-Kays começou em Memphis, Tennessee, como um grupo de estúdio, apoiando grandes artistas da Stax Records. Em 1967, eles foram escolhidos por Otis Redding para tocar como sua banda de apoio e foram ensinados para esse papel por Al Jackson Jr., Booker T. Jones e os outros membros do Booker T. & the M.G.'s. Seu primeiro single, "Soul Finger", foi lançado em 14 de abril de 1967, alcançando o número 3 na parada de singles da Billboard R&B dos Estados Unidos e o número 17 na Billboard Hot 100.
Em 10 de dezembro de 1967, Redding e quatro membros da banda - Jimmie King (nascido em 8 de junho de 1949; guitarra), Ronnie Caldwell (nascido em 27 de dezembro de 1948; órgão elétrico), Phalon Jones (nascido em 1948; saxofone) e Carl Cunningham (nascido em 1948; bateria) - e seu parceiro, Matthew Kelly, morreram quando seu avião caiu no Lago Monona, perto de Madison, Wisconsin, enquanto tentavam pousar no campo Truax. Redding e a banda estavam programados para fazer seus próximos shows em Madison. O trompetista Ben Cauley foi o único sobrevivente do acidente. O baixista James Alexander estava em outro avião, já que o avião que transportava Redding tinha apenas sete passageiros. Cauley e Alexander reconstruíram o grupo.
A banda reformada consistia em Cauley; Alexander; Harvey Henderson, saxofone; Michael Toles, guitarra; Ronnie Gorden, órgão; Willie Hall, bateria; e mais tarde Larry Dodson (ex-colega Stax dos Temprees), vocais principais. O grupo apoiou dezenas de grandes artistas da Stax em gravações, incluindo Isaac Hayes em seu álbum Hot Buttered Soul.
Cauley deixou o grupo em 1971, deixando Alexander, Dodson (vocais, vibrações), Barry Wilkins (guitarra), Winston Stewart (teclados), Henderson (sax tenor, flauta), Charles "Scoops" Allen (trompete) e Alvin Hunter ( bateria) para criar o álbum Black Rock. Lloyd Smith ingressou em 1973, e a banda mudou sua direção musical durante os anos 1970, forjando uma carreira de sucesso no funk. Com o fechamento do selo Stax / Volt em 1975, o grupo assinou com a Mercury Records.

### Período funk
Em 1976, Dodson (vocal), Alexander (baixo), Lloyd Smith (guitarra), Allen (trompete), Henderson (saxofone), Frank Thompson (trombone), Stewart (teclados) e Mike Beard (bateria) trouxeram seu "Shake Your Rump to the Funk" no Top Five de R&B. No outono de 1977, o grupo lançou Flying High on Your Love, um álbum que apresentava "Shut the Funk Up", uma "canção disco quase perfeita pontuada pelo trio funk de Charles 'Scoop' Allen, Harvey 'Joe' Henderson e Frank 'Captain Disaster' Thompson e dominado pelo chamado do vocalista Larry 'D' Dodson". O grupo atingiu o pico como uma banda de funk do final dos anos 70 ao final dos anos 80. Eles lançaram um single funk como "Move Your Boogie Body" (1979), "Hit and Run" (1981), "Freak Show on the Dance Floor" (1984), "Satisfied True" (1987), "Struck by You" (1989).
Em 1983, Sherman Guy deixou o grupo, e Larry 'LJ' Johnson assumiu seu lugar nos vocais e percussão. Charles Allen deixou o grupo um pouco antes de tomar uma direção mais comercial. O Bar-Kays continuou a ter sucessos nas paradas de R&B até os anos 1980.
O guitarrista Marcus Price, um membro da banda, foi assassinado após sair de um ensaio em 1984; o crime nunca foi solucionado pela polícia de Memphis.
A banda fez uma pausa prolongada no final dos anos 1980, mas se reagrupou em 1991, com Alexander mais uma vez sendo o único membro original. Desde 1991, Larry Dodson, Archie Love, Bryan Smith e Tony Gentry foram adicionados ao grupo.
O filho de Alexander é o premiado rapper e produtor musical Phalon "Jazze Pha" Alexander, em homenagem a Phalon Jones, que morreu no acidente de avião em 1967. Em 2013, o grupo foi introduzido no Memphis Music Hall of Fame. Em 6 de junho de 2015, os Bar-Kays foram incluídos no Hall da Fama da Música Oficial Rhythm & Blues em Clarksdale, Mississippi.
O trompetista Ben Cauley morreu em Memphis em 21 de setembro de 2015, aos 67 anos.

## Na Cultura popular
The Bar-Kays apareceu no documentário de 1973, Wattstax.
"Freakshow On The Dance Floor" foi apresentado na primeira cena de breakdance no filme de 1984, Breaking.
No filme de 1985, Spies Like Us, estrelado por Dan Aykroyd e Chevy Chase, o sucesso dos Bar-Kays, "Soul Finger", estava sendo interpretado pela tripulação de uma plataforma móvel ICBM soviética em patrulha no Tajik S.S.R. Suas canções "Too Hot To Stop" e "Soul Finger" são apresentadas no filme de comédia de 2007, Superbad. "Soul Finger" também é destaque no remake de Sparkle de 2012.
O single "Rapper's Delight" de 1979, do Sugar Hill Gang, contém várias referências aos Bar-Kays.

## Discografia

### Álbuns
- 1967 Soul Finger (Volt S417)
- 1969 Gotta Groove (Volt VOS-6004)
- 1969 Hot Buttered Soul (Isaac Hayes) (banda utilizada por Hayes em seu 2º álbum)
- 1971 Black Rock (Volt VOS-6011)
- 1972 Do You See What I See?
- 1974 Coldblooded (Volt VOS-6023) reissued as (Volt VOS-9504)
- 1976 Too Hot to Stop (Mercury Records)
- 1977 Flying High on Your Love
- 1978 Money Talks
- 1978 Light of Life
- 1979 Injoy
- 1980 As One
- 1981 Nightcruising
- 1982 Propositions
- 1984 Dangerous
- 1985 Banging the Wall
- 1987 Contagious
- 1989 Animal
- 1994 48 Hours
- 2012 Grown Folks

### Singles
- 1967 – "Soul Finger" (# 17 pop, # 3 R&B, # 13 Canada)
- 1967 – "Knucklehead" (# 76 pop, # 28 R&B)
- 1967 – "Give Everybody Some" (# 91 pop, # 36 R&B)
- 1972 – "Son of Shaft" (# 53 pop, # 10 R&B)
- 1976 – "Shake Your Rump to the Funk" (# 23 pop, # 5 R&B)
- 1977 – "Too Hot to Stop" (# 74 pop, # 8 R&B)
- 1977 – "Spellbound" (# 29 R&B)
- 1978 – "Let's Have Some Fun" (# 11 R&B)
- 1978 – "Attitudes" (# 22 R&B)
- 1979 – "Holy Ghost" (# 9 R&B)
- 1979 – "I'll Dance" (# 26 R&B)
- 1979 – "Are You Being Real" (# 61 R&B)
- 1979 – "Shine" (# 14 R&B)
- 1979 – "Move Your Boogie Body" (# 53 pop, # 90 dance, # 3 R&B)
- 1979 – "Today Is the Day" (# 60 pop, # 25 R&B)
- 1980 – "Boogie Body Land" (# 73 dance, # 7 R&B)
- 1980 – "Body Fever" (# 42 R&B)
- 1981 – "Hit & Run" (# 5 R&B)
- 1982 – "Freaky Behavior" (# 60 dance, # 27 R&B)
- 1982 – "Hit & Run/Freaky Behavior" (# 49 dance)
- 1982 – "Do It (Let Me See You Shake)" (# 9 R&B)
- 1983 – "She Talks to Me With Her Body" (# 62 dance, # 13 R&B)
- 1984 – "Freak Show on the Dance Floor" (# 73 pop, # 2 R&B)
- 1984 – "Sexomatic" (# 12 R&B)
- 1984 – "Dirty Dancer" (# 17 R&B)
- 1985 – "Your Place or Mine" (# 44 dance, # 12 R&B)
- 1985 – "Banging the Walls" (# 67 R&B)
- 1987 – "Certified True" (# 9 R&B)
- 1989 – "Struck by You" (# 11 R&B)
- 1994 – "Old School Megamix" (# 44 rap)
- 1995 – "Mega Mix" (# 96 R&B)
- 1995 – "The Slide" (# 82 R&B)